# 로블록스 게임 목록
온라인 비디오 게임 및 게임 제작 시스템 로블록스는 제작 도구인 로블록스 스튜디오 사용자가 만든 수많은 게임(공식적으로 "체험"이라고 함)을 보유하고 있다. 때문에 인기로, 사이트에서 생성 된 다양한 게임이 인기가 증가하고 관심을 성장, 일부 게임에는 월간 수백만 명의 활성 플레이어가 있으며, 약 5,000개의 게임에는 백만 명이 넘는 방문이 있고 일부는 100억 명이 넘는 게임이 있다.

## 목록

### 입양하세요
입양하세요!는 대규모 다중 접속 온라인 롤 플레잉 게임으로, 명목상의 초점은 플레이어가 가상으로 아이를 입양하는 부모와 입양되는 아이들 역할이지만, 사실상 초점은 다른 애완동물과 거래할 수 있는 다양한 애완동물을 입양하고 돌보는 것이다. 2020년 7월 현재 이 게임은 100억 번 이상 플레이 되었다. 입양하세요! 는 2020년 6월 기준으로 평균 동시 플레이어 수는 600,000명으로 Roblox에서 가장 인기 있는 게임이 되었다. 게임 내 애완 동물의 높은 비용으로 인해 일부 희귀 애완 동물은 최대 US$100에 판매되므로 게임 내에서 많은 사기꾼이 생겼다. '입양하세요!' 의 기본 사용자는 저연령층 유저들이 많기 때문에 사기에 특히 취약하다. 이 게임의 제작사인 Uplift Games는 대부분 소액 거래에서 1,600만 달러 이상의 수익을 올렸다.

### 브레이크 인
뉴질랜드의 대학생 Alec Kieft가 개발한 서바이벌 호러 비디오 게임이다. 이야기는 갱단에 의해 포위되고 있는 집 안에 갇힌 플레이어 그룹에 초점을 맞춘다. 브레이크 인은 시리즈의 초기 게임에 의해 대중화된 "스토리 게임" 으로 간주되는 로블록스 게임 장르의 일부로 간주된다. 이 게임의 인기는 Kieft에 의해 여러 대규모 유튜브 사용자가 게임을 다루었기 때문이다.

### 브룩헤이븐 RP
브룩헤이븐 RP는 플레이어가 다른 사용자와 롤플레잉을 할 수 있는 롤플레잉 게임이다. 이 게임은 여러 저명한 Roblox 게임이 속한 롤플레잉 장르의 핵심 사례로 인용되었다. 한때 이 게임의 동시 플레이어 수는 약 477,000명이었다. 이 게임은 2020 Bloxy Awards에서 상을 받았다.
단, 현재는 한국에서 플레이를 할 수 없다.
2024년에 한국에서 플레이가 금지되었고, 브룩헤이븐의 제작자도 미안하다고 했다.

### 제일 브레이크
탈옥는 매일 수만 명의 동시 접속자가 누적되며, 2020년 8월 현재 총 40억 회 플레이 된 사이트에서 가장 인기 있는 게임 중 하나인 경찰과 강도 게임이다. 2017년 4월에 출시된 Jail break 는 Prison Life 라고 하는 이전 Roblox 게임의 좀 더 구체화된 버전으로 구상 및 제작되었다. 100만 달러 이상 축적 운영 첫 해 동안의 수익이다.
본때를 보여 주는 특색이 지어졌다. 레디 플레이어 원 영화의 릴리스를 기반으로, 이벤트, 탈옥 의 공동 제작자인 Alex Balfanz는 게임 자금을 사용하여 Duke University에서 학부 교육을 지원했다.

### 밉시티
밉시티는 Club Penguin 및 Toontown Online 과 유사한 점을 지닌 대규모 멀티 플레이어 온라인 롤플레잉 게임이다. MeepCity는 롤플레잉 수량 외에도 "Meeps"라는 맞춤형 애완동물을 제공한다. 그는 두 명의 직원을 지불하고 자신의 어머니와 형제를 지원하는 게임 떨어져 충분한 돈을 버는 것을 2018에 명시된 ' 창조자, 알렉스 Bidello이다. Bidello는 새로운 플레이어의 반응을 측정하기 위해 대체 계정으로 게임을 플레이하는 것을 포함하는 개발 기술로 유명하다. MeepCity는 Roblox에서 처음으로 총 방문자 수 10억 명을 돌파한 게임이다. 이 게임은 2018년 7월에 평균 100,000명의 동시 플레이어였다.

### 머더 미스터리 2
Murder Mystery 2는 각 라운드마다 플레이어가 무작위로 역할을 할당받는 게임이다. 한 플레이어가 살인자로 선택되어 모두를 죽여야 이긴다. 다른 플레이어가 보안관으로 선택되고 승리하려면 살인자를 죽여야 한다. 남은 모든 플레이어는 생존이 목표인 무고한 플레이어로 선택된다. 게임의 레벨 디자인은 비평가들로부터 찬사를 받았다.

### 자연 재해 생존
자연 재해 생존은 플레이어가 자신에게 가해지는 수 많은 자연 재해에서 살아남는 역할을 하는 게임이다. 이 게임은 컴퓨터 배틀그라운드 와 긍정적으로 비교되었다. Work at the Pizza Place와 함께 Natural Disaster Survival은 여전히 인기를 유지하고 있는 Roblox에서 가장 오래된 게임 중 하나이다.

### 배드워즈
상대 팀의 침대를 부셔서 이기는 마인크래프트 패러디 게임이다(패러디를 한것은 마인크래프트 하이픽셀이다.).여러가지 키트와 모드가 있고, 그중에서 일반 모드가 메인이다. 여러가지 럭키블록이 있다. 키트는 특정한 능력이나 아이템을 얻게 해준다. 일주일마다 바뀌는 프리키트 3개도 있다. 20레벨을 넘으면 4개를 가질 수 있다.
 
프리키트를 제외한 다른 키트를 얻으려면 로벅스를 이용해 구매해야 한다. 참고로 배틀 패스도 있다. 
유명한 유튜버로는 마주, 개신사, 강태풍, PMY, 낭만, 참잘했어요, 소멸, 말량&홍차, 집사TV, 별문, 별사탕, 등이 있다.

### 팬텀포스
팬텀포스는 콜 오브 듀티, 배틀필드 및 카운터-스트라이크 프랜차이즈와 긍정적으로 비교 되는 1인칭 슈팅 게임이다. 게임에서 플레이어는 플레이하는 각 라운드에 대해 4가지 군사 유형에서 무기를 선택할 수 있다. 또한 플레이어는 웅크리기, 엎드린 자세, 옆으로 눕기, 엄폐하기 위해 점프와 같은 다양한 동작을 수행할 수 있다. 팬텀포스는 Roblox 게임의 디자인, 컨트롤 및 복잡성에 대해 비평가들로부터 찬사를 받았다. 이 게임은 또한 3개의 Bloxy 상을 받았으며 매일 약 10,000명의 플레이어가 누적되는 사이트에서 가장 인기 있는 게임 중 하나이다.

### Piggy
Piggy는 Peppa Pig와 인디 공포 게임 Granny 의 요소를 좀비 종말 설정에 통합한 에피소드형 공포 게임이다. 게임의 에피소드식 스토리텔링 스타일은 2020년 5월 25일 게임의 피날레에 앞서 상당한 마니아층을 형성했다. Piggy는 2020년 1월 Minitoon이라는 개발자가 사이트에 업로드했으며 2020년 7월 기준으로 거의 50억 번 재생되었다. Piggy: Book 2라는 제목의 속편이 2020년 9월 12일에 출시되었다. 마지막 챕터는 10월 23일에 공개되었다.

### 포켓몬 브릭 브론즈
Pokémon Brick Bronze는 2015년에 출시되고 Llama Train Studio에서 개발한 롤플레잉 비디오 게임이다. 그것은 Pokémon 미디어 프랜차이즈와 제휴하지 않았다. 2018년 4월 닌텐도가 저작권 문제를 제기한 후 Roblox 관리자에 의해 플랫폼에서 제거되었다. 전성기에는 게임이 정기적으로 수만 명의 동시 사용자에게 도달했다. Pokémon Brick Bronze는 Roblox 의 많은 Pokémon 게임 중 하나였지만 가장 광범위한 것으로 간주되었다. 게임의 그래픽은 대부분 Roblox의 대부분의 게임과 일치하는 3D 블록 스타일이었지만, Pokémon은 각각 픽셀 아트 스타일의 3DS 모델로 표시되었다.
Pokémon Brick Bronze는 전통적인 Pokémon 휴대용 게임과 매우 유사하다. 처음에 플레이어는 수많은 게임에서 21개의 포켓몬 중 하나를 선택했다. Brick Bronze는 실제 Pokémon 게임과 유사한 전투를 특징으로 하며 턴제 전투 시스템과 트레이너 및 기타 전통적인 Pokémon 적으로 구성된 NPC 상대가 있다.
Softonic의 Luke Binns는 Brick Bronze에 대해 긍정적인 평가를 내렸고, 확장성을 칭찬하고 "Pokémon Brick Bronze를 플레이할 때 실제 게임을 하고 있다고 생각할 수 있다."라고 말했다. PCMag에 기고한 David Jagneaux도 게임에 대해 긍정적으로 말했다. Player-One에 기고한 Steven Asarch는 "전투 시스템의 빈약한 구현"을 비판하면서 게임에 대해 부정적인 평가를 내렸다.

### 로얄 하이
로얄 하이 (원래는 Fairies and Mermaids Winx High School로 불림)는 Callmehbob에서 개발한 대규모 멀티플레이어 온라인 롤플레잉 게임이다. 이 게임은 마법의 우주를 배경으로 하며 플레이어가 왕족과 초자연적인 생물로 분장하는 판타지 학교를 다룬다. 2017년에 출시된 Royale High는 2020년 7월 기준으로 총 35억 명 이상의 방문자를 기록했으며 정기적으로 수천 명의 동시 플레이어를 확보하여 플랫폼에서 가장 인기 있는 게임 중 하나가 되었다.

### 타워오브헬(Tower ob Hell)
타워오브헬은 플레이어가 타워 꼭대기에 도달하기 위해 다양한 장애물을 통과해야 하는 멀티플레이어 장애물 코스 게임이다. 기존 Roblox 장애물 코스와 달리 체크포인트가 없다.지옥의 탑은 약 86억 회 플레이되었다. 이 게임은 제7회 연례 Bloxy 어워드에서 "최고의 모바일 게임"으로 지명되었지만 패했다.

### 블록스버그에 오신 것을 환영합니다
블록스버그에 오신 것을 환영합니다를 기반으로 하는 게임이다. 심즈 플레이어가 재생하기 전에 25 Robux와 구매에 가지고 Roblox 게임 것에 대해 지적했다. 2019년 12월 기준, 게임 플레이 횟수는 14억회이다. Bloxburg에 오신 것을 환영합니다는 어린이들에게 주택 건설 에 대해 가르치기 위해 Junior Builder Camp라는 여름 캠프에서 시범 도구로 사용되었다.

### 피자 가게에서 일해요
피자 가게에서 일해요는 플레이어가 피자 가게에서 주문을 이행하기 위해 함께 일하는 게임이다. 이 게임은 Roblox 사용자층 사이에서 고전으로 간주되며 제작자는 게임의 성공을 사교를 장려하는 능력으로 돌았다. 이 게임은 운전 역학에 대한 찬사를 받았다.

### 현대 모빌리티 어드벤처
현대 모빌리티 어드벤처(Hyundai Mobility Adventure)는 현대자동차의 차량과 미래 모빌리티 솔루션을 보여주는 가상 공간이다. 2021년 9월 1일 오픈 베타 서비스와 함께 공개되었으며 2021년 10월 14일 정식 서비스가 시작되었다. 현대모빌리티 어드벤처는 플레이어가 현대차 '아이오닉5',와 아이오닉6, 스타리아 와 같은 차량을 운전하고 도시형항공모빌리티(UAM), 전용차량(PBV), 로봇 등 미래 모빌리티를 경험할 수 있도록 한다.(심지어 다른 맵들도 있다.)

### Doors👁
Doors(도어즈)는 100개의 문을 열고 호텔을 탈출하는 호러 게임이다. 모험이라는 종목으로 등록되어 있으며, 각 방마다 러쉬, 앰부쉬, 피규어, 시크 등 각종 괴물이 나오기에 조심해야 한다. 게임 중 얻은 라이터, 십자가 등은 게임 중 활용 할 수 있다. 게임 중 얻은 동전은 초반 엘리베이터에서 아이템 등을 구매할 수 있다. 
- 러쉬: 게임 중 나오는 괴물 중 하나이며, 나오기 전에는 전조 현상으로 전등이 깜빡거린다. 전조 현상 발생 시 장롱(옷장), 침대 등에 숨으면 살 수 있다. 십자가 사용 시 처치 가능하다. 잡힐 시 즉사.
- 앰부쉬: 러쉬와 비슷하나, 앰부쉬의 소리가 오기 전 확실히 들리고, 러쉬와 다르게 한번 지나가지 않고 2~7번 이리저리 움직인다. 러쉬와 같은 대처 방법을 사용하면 살 수 있다. 그러나 러쉬도 마찬가지지만 옷장, 침대에 15초 이상 있을 시 데미지를 입고, 몇초 동안 다시 그곳에 들어가지 못한다. 십자가 사용 시 처치 가능하다. 잡힐 시 즉사.
- 시크: 한 판에 2번 나오며, 여러 방에 있는 장애물을 통과하면 살 수 있다. 러쉬, 앰부쉬와 다르게 십자가를 사용해도 처치는 불가능하고, 몇초 동안 시크를 멈추기 가능하다. 잡힐 시 즉사.
- 피규어: 50번 방에서 등장하며, 도서관에 있다. 도서관의 도형이 그려진 책을 찾아 비밀번호를 찾아내어 나갈 수 있다. 청력이 매우 발달하여 웅크리지 않고 걸을 시 죽을 확률이 높다. 시크와 마찬가지로 십자가를 사용해도 몇초 동안만 피규어를 정지시키기만 가능하다. 잡힐 시 즉사.
- 할트: 한 판에서 나올 확률도 드물며, 할트가 쫓아오는 방향의 반대 방향으로 도망가야 한다 (할트가 반대 방향으로 가도록 명령한다.). 명령에 불복종하는 것을 싫어한다. 잡힐 시 데미지 50.
- 스크리치: 어두운 방에서 출현하며, 플레이어의 화면 랜덤 장소에서 등장한다. 만일 플레이어가 스크리치와 눈을 마주친다면 달아나지만, 오랫동안 마주치지 않는다면 플레이어를 물고 달아나 데미지 15를 준다. 물기 전 피식 소리를 낸다. 물릴 시 데이지 15.
- 잭: 장롱을 열 때 매우 드문 확률로 등장한다. 이는 대처 방법이 없으며, 등장 할 시 장롱에 10여초 동안 들어가지 못한다.
- 글리치: 만일 다음 방으로 들어갈 때 다음 방이 로딩이 되어 있지 않다면 발생하는 현상이다. 대처 방법은 없으며, 당할 시 다른 방으로 순간이동 된다. 데미지는 없다.
- 티모시: 서랍을 열 때 드문 확률로 갑작스럽게 나와 플레이어의 얼굴을 공격한다. 대처 방법이 없다. 당할 시 데미지 5.
- 스네어: 90번 방 이후로 나오는 방에서 바닥에 깔려 있는 지뢰형 괴물이다. 대처 방법은 바닥을 잘 확인하는 것이다. 당할 시 데미지 약 20.

### Doors But Bad
도어즈 벗 배드는 도어즈의 나쁜 게임이다. 맵이 항상 똑같기 때문에 외우기만 하면 쉽게 깰 수 있다. 괴물도 원본인 Doors보다 무서운 요소가 없기에 Doors보다는 무섭지 않다는 의견이 많다. 그 외에 게임 속에 화장실 가기, 백룸 가기, 고급 상자 찾기, 시크 Chase 등 원래 Doors에 없는 요소들이 많다. 

### 도어즈 플로워 2
도어즈 (플로워) 2는 피규어에게서 공격을 받아, 떨어지는 엘리베이터에서 게임이 시작된다. 팬이 만든 게임이기 때문에 문을 못 지나가는 버그 또는 문 숫자가 예를 들어 157인데 숫자가 100인 버그, 엘리버이터에 부서진 상자 위로 올라가서 벽을 뚫어 맵 밖으로 떨어지는 등의 여러 버그가 생겨서 조심해야 한다. 하지만 팬이 만든 게임 치고는 퀄리티가 좋다.

### Doors RP
이 게임은 도어즈 롤 플레이다. 이 RP에선 괴물들이 많이 있다. 이스터에그는 라바에서 나오는 레드와 유튜브 삐나의 얼굴이 그려져 있는 감자가 있다. 또 다양하고 많은 장소가 있다. 개인 서버는 아니기에 조심해야 한다. 또한, 괴물들의 오버 소리, 비명, 페이크 치는 소리까지 표현했다. 
그 외에도 SCP 관련 게임 등 다양한 게임(체험)이 있다.

### 동탄신도시
동탄신도시는 2022년 9월 17일에 출시한 RP게임이다. 공식디스코드와 공식유튜브가 있으며, 퀄리티가 있으며, 실제 동탄과 비슷하게 구현해냈다. 유튜브맘마 유튜버도 이 게임을 한 내용이 있다.

### EVADE
이 게임은 봇 (괴물)이 생성되고 플레이어가 도망가는 오분가 같은 게임이다. 헥사곤이 만들었다. 과거 할로윈, 크리스마스 같은 대규모 업데이트 이후로 만우절 같은 이벤트가 진행 중이다. 2024년 10월쯤에 오버홀 업데이트를 했다. 그러나 대략 2024년 11월에는 다른 게임들의 인기도가 높아져 원래 최대 약 60여K였던 동접자 수가 현재 약 35K 미만으로 떨어졌다. 
, , 

### 아스널
로블록스의 대표적인 총 게임 중 하나이다. 총을 판마다 랜덤으로 배정 받고, 적을 죽인 다음 총이 무작위로 바뀐다. 가끔 피자 같은 평범하지 않은 무기도 나오기에 조심해야 한다. 그리고 판이 끝나면 투표로 팀 결정, 총 종류 등을 결정한다. 

### Rainbow Friends🌈
플레이어들이 블루, 그린, 옐로, 시안, 등을 피해서 나오는 미션을 클리어하는 게임이다. 미션을 수행 할 때마다 동전이 나오며, 그 동전으로 박스 스킨을 살 수 있다. 10여명과 같이 플레이할 수 있다. 
, 등

### 잼민이는 못깨는 타워
매우 흥행했던 게임이다. 유튜브에서 스트리머들이 사요나라 챌린지 등을 한 것으로 유명하며 현재도 사람들이 즐겨한다. 이와 비슷한 게임으로는 급식은 못깨는 타워가 있다.  줄임말로는 잼못타라고도 한다. 잼민이는 못깨는 타워 로비에 급식은 못깨는 타워로 이동하는 문이 존재한다.

### 급식은 못깨는 타워
위에 있는 잼민이는 못깨는 타워 제작자가 만든 타워이다.  잼민이는 못깨는 타워와 비슷한 구석이 있다.  잼민이는 못깨는 타워와 마찬가지로 급못타라고 줄여 부른다.

### 셸쇼크
1차세계대전 게임으로 스토리식 서바이벌 게임이다. 셸쇼크는 한 병사에 참호속과 전장속에서 비참한을 보여주는 게임으로 웨이브 마지막이 끝나면 엔딩 크레딧이 나오며 끝난다.

### 한국 육군 시뮬레이터
군대 계급 게임이고 시험을 치거나 보아서 계급을 올리는 게임이다.
레이더가 존재한다.
(계급)
훈련병 -> 군인-> 안보사 ->운전병-> 의무병-> 비행사-> 지작사-> 군경 ->군경특임-> 육미사 ->조교 ->국방부 ->부사관->
육사 ->위관급 장교(교육)-> 위관급 장교(정식)-> 영관급 장교 -> 장성급 장교 -> 본부 -> [생략] 

### 서울 종로 경찰서
경찰 계급  게임이다.
경특,교경,행안부,경호처 등이 있으며
시험을 보거나 쳐서 계급을 올리는 게임이다.

### 놀이공원 타이쿤
자신이 놀이공원을 만들어가며
돈을 벌고 놀이공원을 키워가는 게임이다.

## 같이 보기
- 입양하세요!
- 로블록스
- 게임